# استیل اسپرینگز (تنسی)
استیل اسپرینگز(به انگلیسی: Estill Springs) شهری در ایالت تنسی کشور ایالات متحده آمریکا است که جمعیت آن در سرشماری سال ۲۰۱۰ میلادی، ۲٬۰۵۵ نفر بوده‌است.